# Шинель (фильм, 1959)
«Шинель» — советский художественный фильм, экранизация повести Н. В. Гоголя. Фильм является режиссёрским дебютом Алексея Баталова и одной из первых «больших» киноролей Ролана Быкова.

## Сюжет
Великолепное соло Ролана Быкова в классической экранизации одноимённой повести Н. В. Гоголя. Одинокий маленький человек делает себя заложником мечты о вещи, способной, по его мнению, полностью изменить его жалкое существование. Но сможет ли новая шинель сделать его счастливым?

## В ролях
- Ролан Быков — Акакий Акакиевич Башмачкин
- Юрий Толубеев — Петрович, портной
- Александра Ёжкина — жена Петровича
- Елена Понсова — Авдотья Семёновна, хозяйка
- Георгий Тейх — значительное лицо / грабитель
- Нина Ургант — дама лёгкого поведения
- Александр Соколов — гробовщик
- Василий Максимов — директор
- Рэм Лебедев — помощник столоначальника, именинник
- Пётр Лобанов — квартальный надзиратель
- Георгий Колосов — частный пристав
- Михаил Ладыгин — ростовщик
- Геннадий Воропаев — чиновник
- Николай Кузьмин — грабитель
- Гликерия Богданова-Чеснокова — супруга именинника
- Евгений Гуров — человек в парике
- Любовь Малиновская — мать Акакия Акакиевича
- Владимир Васильев — кум
- Михаил Васильев — нищий (нет в титрах)

## Съёмочная группа
- Автор сценария: Леонид Соловьёв
- Постановка: Алексей Баталов
- Оператор: Генрих Маранджян
- Художники: Исаак Каплан, Белла Маневич
- Режиссёр: Е. Сердечкова
- Композитор: Николай Сидельников
- Звукооператор: Арнольд Шаргородский
- Редактор: Ирина Тарсанова
- Комсультанты: Борис Эйхенбаум, В. Глинка
- Директор картины: Александр Аршанский

## Документалистика
- Документальный фильм из цикла «Библейский сюжет». ИП Менделеев Д. В. по заказу ВГТРК. 2018 г (29 июля 2020). Алексей Баталов. "Шинель".  26 мин. Россия-Культура. Архивировано 15 ноября 2020. {{cite episode}}: |series= пропущен или пуст (справка)